# أدب نرويجي

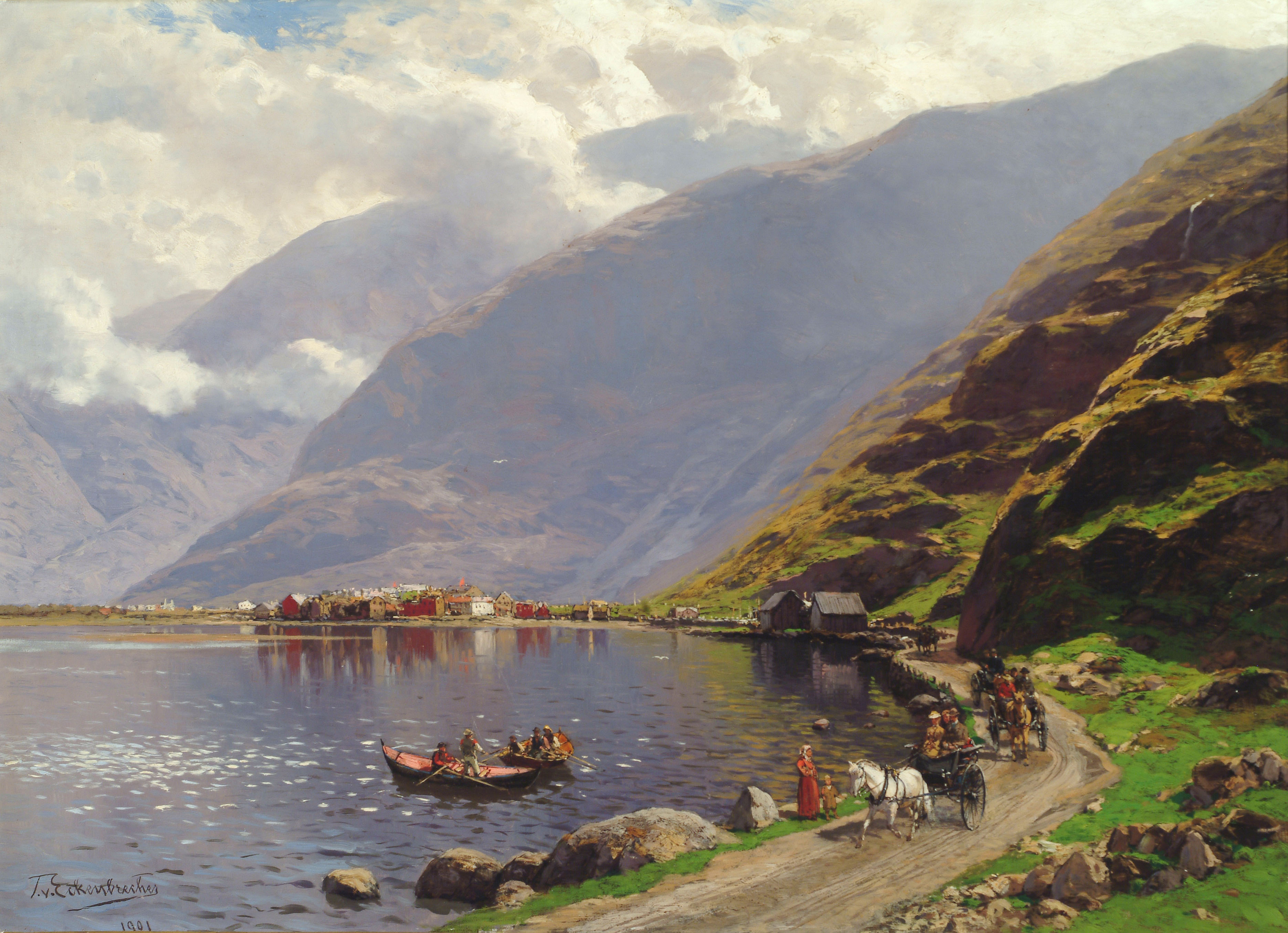

الأدب النرويجي هو أدب كُتب في النرويج أو من قبل أشخاص نرويجيين. يبدأ تاريخ الأدب النرويجي بأشعار الإيدا الوثنية والشعر السكالدي في القرنين التاسع والعاشر بقصائد لشعراء مثل براغي بوداسون وإيندير سكالداسبيلير. جعل وصول المسيحية نحو العام 1000 النرويج على تواصل مع التعليم في القرون الوسطى في أوروبا، ومع سير القديسين والكتابات التاريخية. أدى دمج التقاليد الأصلية الشفوية والتأثير الأيسلندي إلى فترة غنية بالإنتاج الأدبي في نهاية القرن الثاني عشر وبداية القرن الثالث عشر. من بين الأعمال الرئيسية لتلك الفترة كتاب تاريخ النرويج، وملحمة نيفلونغا، وملحمة سيرديك.
تُعتبر الفترة الممتدة بين القرن الرابع عشر إلى القرن التاسع عشر من العصور المظلمة في تاريخ الأمة، إذ ساهم كتَّاب مولودون في النرويج مثل بيدر كلوسون فري ولودفيغ هولبرغ في الأدب النرويجي الدنماركي المشترك. ومع ظهور القومية والكفاح من أجل الاستقلال في أوائل القرن التاسع عشر، ظهرت فترة جديدة من الأدب الوطني. وفي فيض من الرومانسية الوطنية، ظهر العظماء الأربعة: هنريك إبسن، وبيورنستارنه بيورنسون، وألكسندر كيلاند، وجوناس لاي. كان كاتب المسرح هنريك ويرغلاند المؤلف الأكثر تأثيرًا في تلك الفترة، بينما منحت فيها أعمال هنريك إبسن الأخيرة النرويج مكانًا في الأدب الأوروبي الغربي.
قُدِّم الأدب الحديث إلى النرويج عبر أدب كنوت همسون، وسيغبيورن أوبستفيلدر في تسعينات القرن التاسع عشر. في ثلاثينيات القرن العشرين، كان إيميل بويسون، وغونار لارسن، وهاكون بوغ مارت، ورولف ستينيرسن، وإيديث أوبيرغ من بين الكتاب النرويجيين الذين كانت لهم تجارب مع النثر الحديث. كان الأدب في السنوات الأولى بعد الحرب العالمية الثانية يتميز بسلسلة طويلة من الوثائقيات كتبها أشخاص كانوا رهائن لدى الألمان، أو من شاركوا في جهود مقاومة الاحتلال. في القرن العشرين، كان من بين الكتَّاب النرويجيين المعروفين رابحين اثنين لجائزة نوبل هما، كنوت هامسن، وسيغريد أوندست. عكست الأعوام التي تلت 1965 توسعًا كبيرًا في سوق الخيال النرويجي، وقدمت سبعينيات القرن العشرين تسييسًا وتمكينًا للمؤلفين النرويجيين. عُرفت فترة ثمانينيات القرن العشرين باسم «العقد الخيالي» في الأدب النرويجي.

## الشعر في العصور الوسطى
أقدم الأمثلة الموجودة لأدب اللغة الإسكندنافية القديمة هي أشعار الإيدا، ومن الممكن أن أقدمها أُلِّف في أوائل القرن التاسع في النرويج بناءً على التقليد الجرماني الشائع وهو شعر المعلى. في القرن التاسع، ظهر المثال الأول للشعر السكالدي على يد الشاعر السكالدي براغي بوداسون، وجوفر أوف هيفينير، وشاعر البلاط هادالد ذو الشعر الفاتح. استمر هذا التقليد خلال القرن العاشر وكان إيفيندار سكالاداسبيلير الشاعر النرويجي الرئيسي الأول. في أواخر القرن العاشر، انتقل تقليد الشعر السكالدي بشكل كبير إلى أيسلندا، ووظَّف حكام نرويجيون مثل إيريكر هاكونارسون وأولاف الثاني شعراء أيسلنديين غالبًا.

## النثر في العصور الوسطى
في الفترات الوثنية، كانت الأبجدية الرونية هي الأبجدية الوحيدة المستخدَمة في النرويج. النقوش المحفوظة منذ تلك الفترة هي غالبًا إهداءات تذكارية صغيرة أو أشكال سحرية. أحد أطول النقوشات كانت في القرن الثامن وهي صخرة إيغجوم، وتحتوي على إشارات دينية أو سحرية خفية. في الأعوام بين 1000 و 1030، تأسست المسيحية في النرويج، وجلبت معها الأبجدية اللاتينية. تعود أقدم الأعمال النثرية النرويجية المحفوظة إلى أواسط القرن الثاني عشر، وسبقتها نصوص لاتينية لسيرة قديسين ونصوص تاريخية مثل باسيو أولافي، وأكتا سانكتوروم إن سيليو، وتاريخ النرويج. في نهاية القرن الثاني عشر، توسعت الكتابة التاريخية لتصل إلى العامية كما في أ غريب آفنوريغسكونونغاسوغوم وتبعتها الملحمة الأسطورية لأولاف الثاني وفاغرسكينا.
يرتبط الأدب النرويجي في العصور الوسطى بشكل وثيق بالأدب الأيسلندي في العصور الوسطى، ويُشكلان معًا الأدب الإسكندنافي القديم. كان الأيسلندي سنوري سترلسون أعظم المؤلفين الإسكندنافيين في القرن الثالث عشر. كتب الأساطير الإسكندنافية على شكل نثر الإيدا، وهو كتاب بلغة شعرية يقدم فهمًا مهمًا للثقافة الإسكندنافية في فترة قبل المسيحية. كتب هيمسكرينغلا أيضًا، وهو كتاب عن التاريخ المفصل للملوك النرويجيين ويبدأ بملحمة إينغلينغا الأسطورية ويواصل بتوثيق الكثير من التاريخ النرويجي في فترات مبكرة.
استمرت فترة الأدب الإسكندنافي القديم خلال القرن الثالث عشر بالإسهامات النرويجية مثل ملحمة ثيدريكس وكونونغز سكاغسيا، لكن بحلول القرن الرابع عشر، لم تعد كتابة الملاحم رائجة في الأدب النرويجي وأصبح الأدب الأيسلندي منعزلًا بشكل كبير.

## «أربعمئة عام من الظلمة»
لم يكن الأدب النرويجي موجودًا أثناء فترة الاتحاد الإسكندنافي والاتحاد الدنماركي النرويجي اللاحق (1387-1814). وصف إبسن هذه الفترة على أنها «أربعمائة عام من الظلمة». أثناء فترة الاتحاد مع الدنمارك، حلت اللغة الدنماركية محل اللغة النرويجية. كانت كوبنهاغن المركز الجامعي والثقافي للاتحاد الدنماركي النرويجي، وقصدها الشبان للدراسة.
فُرض الإصلاح على النرويج عام 1537 واستخدمه الحكام الدنماركيون النرويجيون لفرض الثقافة الدنماركية أيضًا، نُشر هذا التأثير من خلال الواعظين، بالإضافة إلى التسجيلات المكتوبة، إذ تدرب القساوسة في كوبنهاغن. أصبحت اللغة النرويجية المكتوبة مرتبطة بشكل وثيق بالدنماركية، ما جعل الأدب بمعظمه دنماركيًا. كان غيبل بيديرسون (1490- 1557) أول أسقف لوثري من بيرغن ورجل له وجهات نظر إنسانية كثيرة، وتبع ابنه بالتبني، آبسالون بيديرسون بير (1528- 1575)، خطاه كإنساني ووطني، وكتب عملًا تاريخيًا مهمًا، بعنوان ما يخص مملكة النرويج (1567). كان بيدر كلوسون فري (1545-1615) إنسانيًا أيضًا وأعاد إحياء كتاب هيمسكرينغلا بترجمته إلى لغة العصر، وألف أول كتاب عن التاريخ الطبيعي للنرويج، بالإضافة إلى دراسة طبوغرافية مهمة للنرويج.
كان القرن السابع عشر عبارة عن فترة ذات نشاط أدبي خفيف في النرويج، ولكن حدثت فيه إسهامات مهمة. كتب بيتر داس (1647-1707) كتاب بوق الأراضي الإسكندنافية الذي وصف بطريقة شعرية المشاهد ونمط الحياة ومواصفات وظروف الشعب في شمال النرويج. يوجد مؤلفان آخران جديران بالذكر وهما دوروثي إنجلبريتسدوتر (1634-1713) أول مؤلفة نرويجية معروفة كتبت شعرًا دينيًا قويًا. نُشر عملها الأول سانغ أوفر عام 1678. كان تار أوفر عملها الثاني ونُشر للمرة الأولى عام 1685. كان أندريه آريبو شاعرًا موهوبًا ترجم كتاب (Psalms) إلى النرويجية وألف قصيدة التكوين، هيكساميرون.
ساهمت النرويج أيضًا في الأدب النرويجي الدنماركي المشترك بشكل كبير. كان بيدر كلوسون فري (1545- 1614) أحد أول الأسماء في الأدب الدنماركي مولودًا في النرويج. كان من بين المؤلفين الدنماركيين المولودين في النرويج أيضًا لودفيغ هولبرغ (برغن 1684- 1754)، وكريستيان تولين (كريستيانيا 1728-1765)، وجوان هيرمان ويسل (1742-1785).

## الفترة الرومانسية الوطنية
بحلول أواخر القرن التاسع عشر، وفي فيض من الرومانسيين الوطنيين، ظهر العظماء الأربعة: هنريك إبسن، وبيورنستارنه بيورنسون، وألكسندر كيلاند، وجوناس لاي. تميزت الفترة بأكملها بوحدة الهدف المتمثل في خلق ثقافة وطنية تعتمد على الماضي المنسي تقريبًا والمُهمَل بالتأكيد، بالإضافة إلى الاحتفاء بالثقافة الفلاحية النرويجية. مهدت واقعية كيلاند الطريق للروح الرومانسية والوطنية التي اجتاحت أوروبا وأحيت الاهتمام النرويجي بالماضي المجيد للفايكينغ (على سبيل المثال، كتاب الفايكنغ في هيلغلاند لمؤلفه إبسن)، ومعاناة العصور الوسطى (مثل، كتاب السيدة إنغر من أوستيراد لإبسن)، وقصص الفلاحين (مثل كتاب بيورنسون صبي سعيد) وعجائب الأساطير والحكايات الشعبية للجبال (مثل كتاب بير جينت لإبسن)، والبحر (مثل كتاب الحالم للي).